# Алиша Гарза
Алиша Гарза (на английски: Alicia Garza) е американска общественичка.

## Биография
Родена е на 4 януари 1981 г. в Оукланд, Калифорния, в семейството на самотна майка от афроамерикански произход, която няколко години по-късно се омъжва за евреин, собственик на антикварен магазин. Алиша приема религията на доведенния си баща и се определя като еврейка.
През 2002 г. получава бакалавърска степен по антропология и социология в Калифорнийския университет – Сан Диего. През следващите години работи в благотворителни организации в Оукланд.
Широка известност получава през 2013 г., когато става един от основателите на движението срещу полицейското насилие срещу чернокожи „Блек Лайвс Метър“.
През 2004 г. Алиша се разкрива като куиър пред своето семейство.
През 2008 г. се омъжва за общественика Малачи Гарза, с когото дотогава има 5-годишна връзка. Алиша приема неговата фамилия и заживява с него в Оукланд. През 2021 г. Алиша съобщава, че след 17 години те са приключила връзката си.